# Leichtathletik-Weltmeisterschaften 2007/Kugelstoßen der Frauen

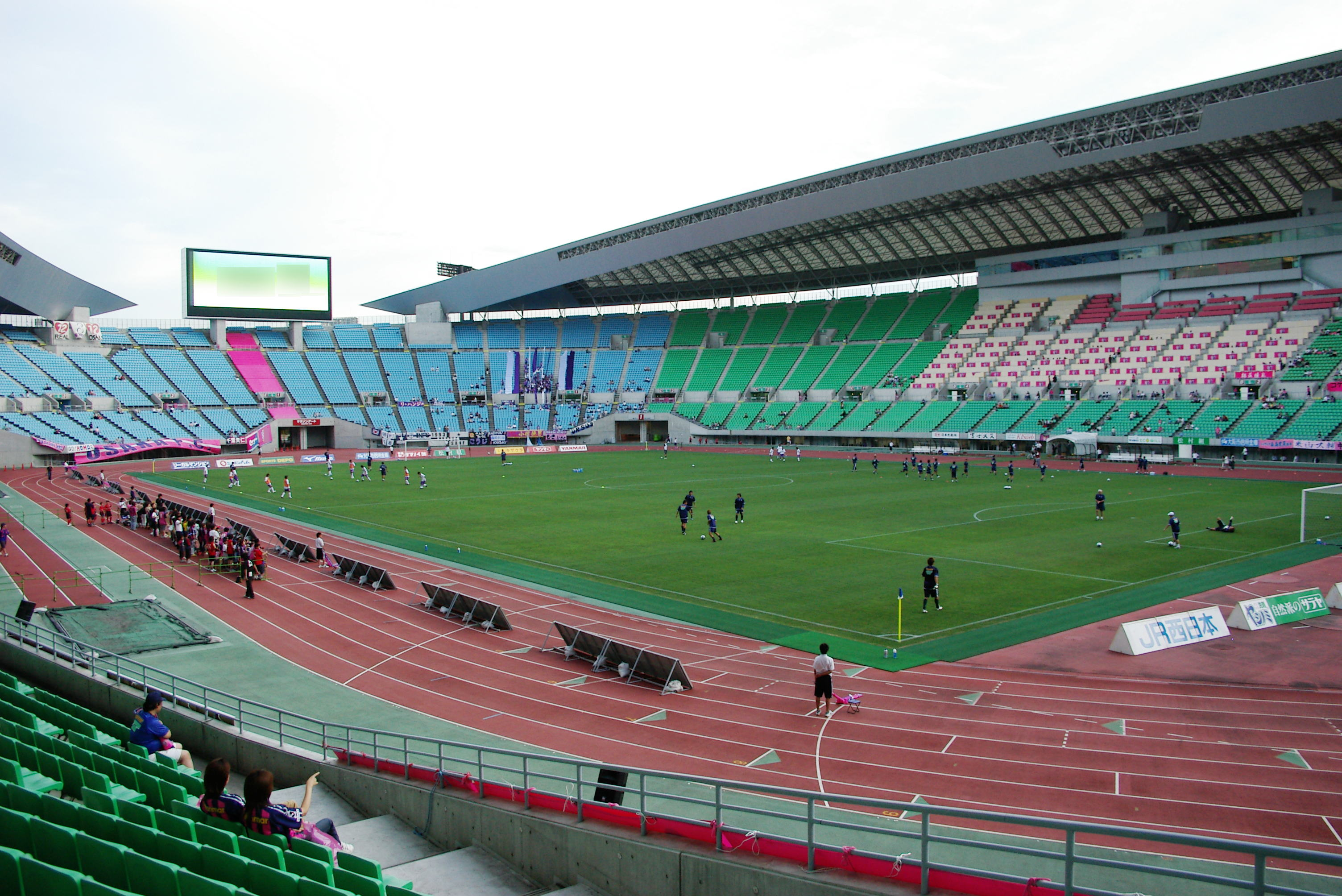
Das Nagai-Stadion in Osaka im Jahr 2004

Das Kugelstoßen der Frauen bei den Leichtathletik-Weltmeisterschaften 2007 wurde am 26. August 2007 im Nagai-Stadion der japanischen Stadt Osaka ausgetragen.
Es siegte die neuseeländische Vizeweltmeisterin von 2005 Valerie Vili. Sie gewann vor der deutschen Olympiazweiten von 2004, zweifachen Vizeweltmeisterin (1999/2001) und WM-Dritten von 2005 Nadine Kleinert. Die chinesische Dritte der Asienmeisterschaften 2005 Li Ling errang die Bronzemedaille.

## Bestehende Rekorde
| Weltrekord | 22,63 m | Natalja Lissowskaja | Moskau, Sowjetunion (heute Russland) | 7. Juni 1987      |
| WM-Rekord  | 21,24 m | Natalja Lissowskaja | WM 1987 in Rom, Italien              | 5. September 1987 |

Der bestehende WM-Rekord wurde bei diesen Weltmeisterschaften nicht eingestellt und nicht verbessert.
Im Finale am 26. August erzielte die neuseeländische Weltmeisterin Valerie Vili mit ihren im letzten Versuch erzielten 20,54 m eine neue Weltjahresbestleistung. Dies war der einzige Stoß über die 20-Meter-Marke in der gesamten Konkurrenz.

## Doping
Die zunächst zweitplatzierte Belarussin Nadseja Astaptschuk wurde im Laufe der Jahre mehrfacher Dopingvergehen überführt. Zuletzt wurden alle ihre Resultate von 2005 bis 2012 annulliert. Eine ganze Reihe von Medaillen musste sie zurückgeben, darunter eine olympische Goldmedaille (2012), eine WM-Goldmedaille (2005) sowie viele weitere WM- und EM-Medaillen.
Benachteiligt waren hier vor allem drei Athletinnen:
- Li Ling Volksrepublik China – Sie erhielt ihre Bronzemedaille erst mit mehrjähriger Verspätung und konnte nicht an der Siegerehrung teilnehmen.
- Anna Omarowa Russland – Ihr hätten als im Finale achtplatzierte Wettbewerberin drei weitere Versuche zugestanden.
- Assunta Legnante Italien – Sie hätte aufgrund ihrer Platzierung als Zwölfte nach der Qualifikation am Finale teilnehmen können.

## Legende
Kurze Übersicht zur Bedeutung der Symbolik – so üblicherweise auch in sonstigen Veröffentlichungen verwendet:
| – | verzichtet |
| x | ungültig   |

## Qualifikation

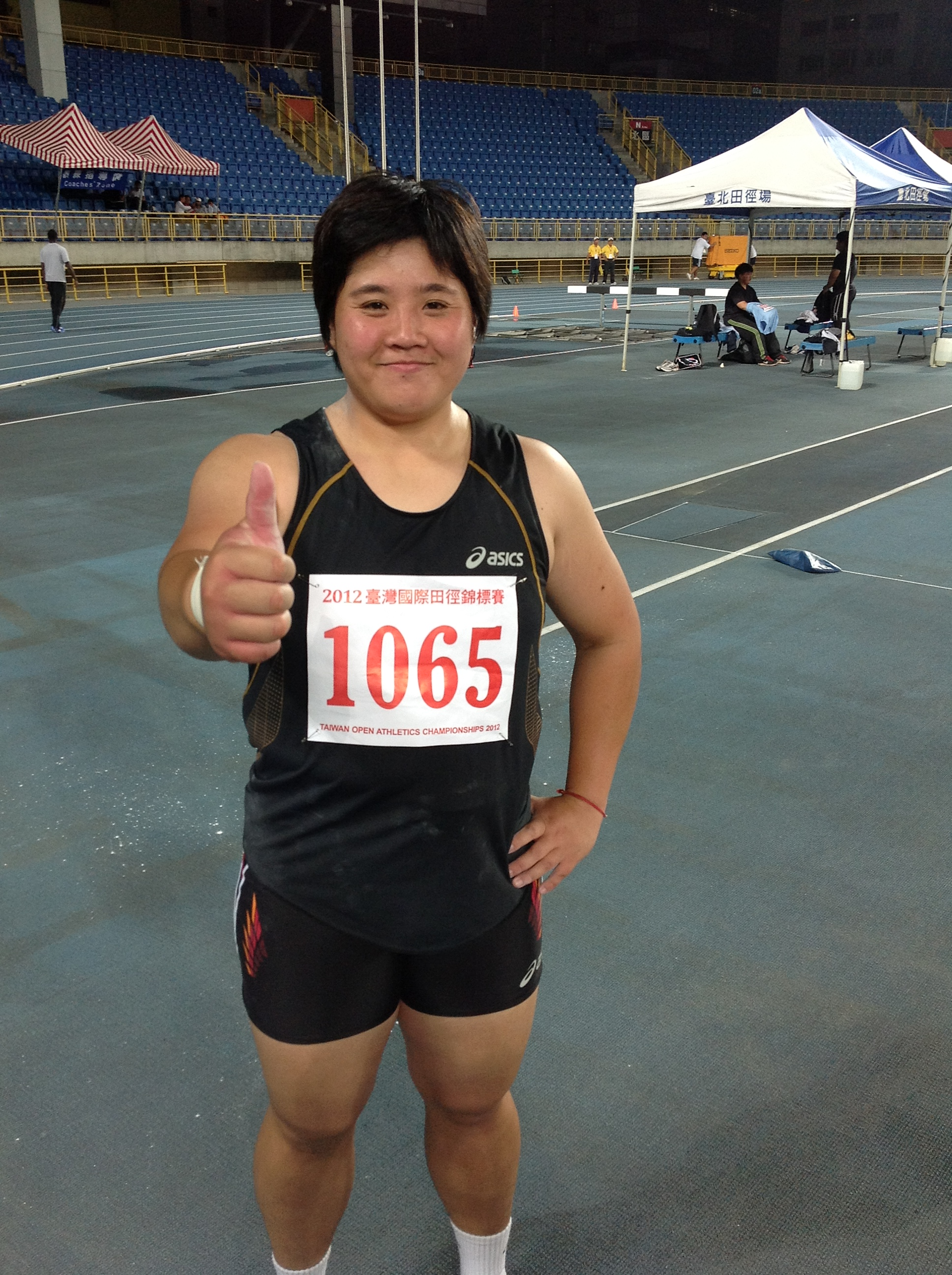
Lin Chia-ying – Gruppe A – schaffte es mit ihren 16,41 m nicht ins Finale

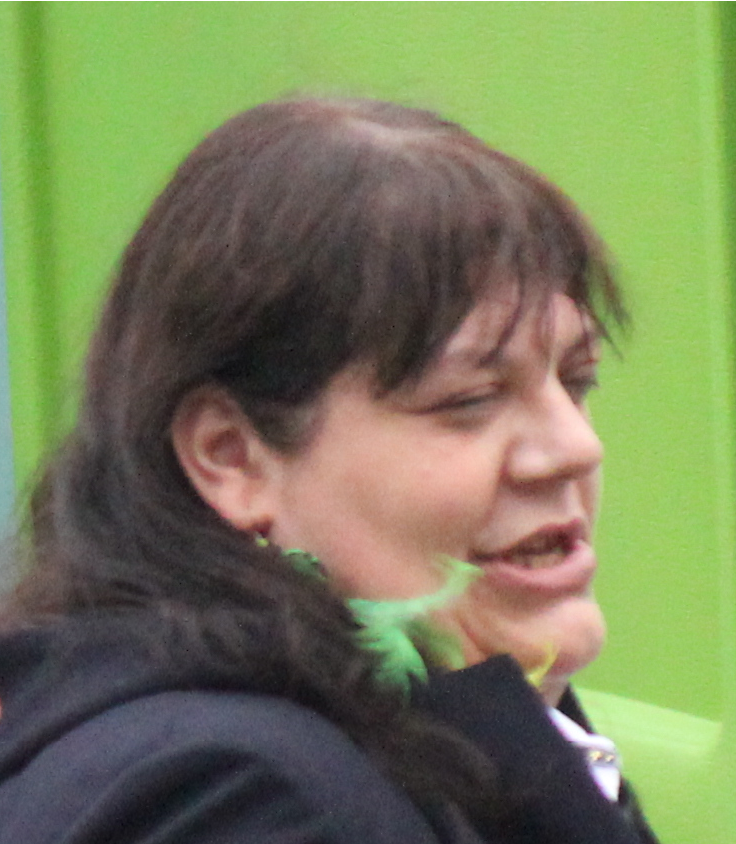
Assunta Legnante – Gruppe B – wurde durch die später disqualifizierte Dopingbetrügerin die Teilnahme am Finale genommen

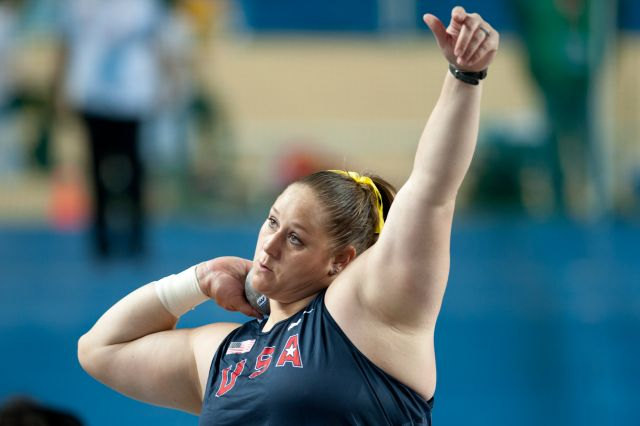
Jillian Camarena – Gruppe B – scheiterte mit 16,95 m in der Qualifikation

26. August 2007, 10:30 Uhr
28 Teilnehmerinnen traten in zwei Gruppen zur Qualifikationsrunde an. Die Qualifikationsweite für den direkten Finaleinzug betrug 18,35 m. Neun Athletinnen übertrafen diese Marke (hellblau unterlegt). Das Finalfeld wurde mit den drei nächstplatzierten Sportlerinnen auf zwölf Kugelstoßerinnen aufgefüllt (hellgrün unterlegt). So mussten schließlich 18,29 m für die Finalteilnahme erbracht werden.

### Gruppe A
| Platz | Name                 | Nation              | Resultat (m) | 1. Versuch (m) | 2. Versuch (m) | 3. Versuch (m) |
| 1     | Valerie Vili         | Neuseeland          | 19,45        | 19,45          | –              | –              |
| 2     | Li Meiju             | Volksrepublik China | 19,05        | 19,05          | –              | –              |
| 3     | Chiara Rosa          | Italien             | 18,77        | 18,77          | –              | –              |
| 4     | Li Ling              | Volksrepublik China | 18,76        | 18,76          | –              | –              |
| 5     | Petra Lammert        | Deutschland         | 18,72        | 18,72          | –              | –              |
| 6     | Janina Prawalinskaja | Belarus             | 18,52        | 17,34          | 18,52          | –              |
| 7     | Yumileidi Cumbá      | Kuba                | 18,29        | 18,17          | 18,22          | 18,29          |
| 8     | Anna Awdejewa        | Russland            | 18,19        | 17,52          | 17,42          | 18,19          |
| 9     | Helena Engman        | Schweden            | 17,50        | x              | 15,27          | 17,50          |
| 10    | Kristin Heaston      | USA                 | 17,40        | 17,14          | x              | 17,40          |
| 11    | Elisângela Adriano   | Brasilien           | 17,07        | 16,92          | x              | 17,07          |
| 12    | Sarah Stevens        | USA                 | 16,87        | 16,87          | x              | 16,26          |
| 13    | Ana Pouhila          | Tonga               | 16,62        | 16,41          | 16,61          | 16,62          |
| 14    | Lin Chia-ying        | Chinesisch Taipeh   | 16,41        | 16,04          | 16,20          | 16,41          |

### Gruppe B
| Platz | Name                | Nation              | Resultat (m) | 1. Versuch (m) | 2. Versuch (m) | 3. Versuch (m) | Anmerkung                              |
| 1     | Nadine Kleinert     | Deutschland         | 19,17        | 19,17          | –              | –              |                                        |
| 2     | Anna Omarowa        | Russland            | 18,85        | 18,85          | –              | –              |                                        |
| 3     | Gong Lijiao         | Volksrepublik China | 18,38        | x              | 18,20          | 18,38          |                                        |
| 4     | Misleydis González  | Kuba                | 18,28        | 18,28          | 18,17          | 18,05          |                                        |
| 5     | Assunta Legnante    | Italien             | 18,19        | 17,26          | 17,86          | 18,19          | eigentlich für das Finale qualifiziert |
| 6     | Oksana Gaus         | Russland            | 17,65        | 17,58          | 17,65          | 17,20          |                                        |
| 7     | Cleopatra Borel     | Trinidad und Tobago | 17,29        | 16,76          | 17,29          | x              |                                        |
| 8     | Yoko Toyonaga       | Japan               | 17,02        | 16,34          | 16,52          | 17,02          |                                        |
| 9     | Jillian Camarena    | USA                 | 16,95        | 16,95          | x              | 16,89          |                                        |
| 10    | Irache Quintanal    | Spanien             | 16,53        | 16,53          | x              | 16,32          |                                        |
| 11    | Anca Heltne         | Rumänien            | 16,27        | 16,19          | 16,27          | x              |                                        |
| 12    | Iolanta Uljewa      | Kasachstan          | 15,52        | 15,49          | 15,52          | 15,01          |                                        |
| NM    | Vivian Chukwuemeka  | Nigeria             | ogV          | x              | x              | x              |                                        |
| DOP   | Nadseja Astaptschuk | Belarus             |              |                |                |                |                                        |

## Finale
26. August 2007, 19:45 Uhr
| Platz | Name                 | Nation              | Resultat (m) | 1. Versuch (m) | 2. Versuch (m) | 3. Versuch (m) | 4. Versuch (m)                                | 5. Versuch (m)                                | 6. Versuch (m)                                |
| 1     | Valerie Vili         | Neuseeland          | 20,54 WL     | 19,89          | 19,74          | 19,80          | x                                             | 19,95                                         | 20,54                                         |
| 2     | Nadine Kleinert      | Deutschland         | 19,77        | 18,75          | 19,45          | 19,04          | x                                             | 19,77                                         | 19,72                                         |
| 3     | Li Ling              | Volksrepublik China | 19,38        | 18,21          | 18,88          | x              | 18,92                                         | x                                             | 19,38                                         |
| 4     | Petra Lammert        | Deutschland         | 19,33        | 19,33          | x              | 19,27          | 18,86                                         | 18,92                                         | x                                             |
| 5     | Li Meiju             | Volksrepublik China | 18,83        | 17,79          | 18,29          | 18,83          | 18,32                                         | 18,77                                         | 18,62                                         |
| 6     | Gong Lijiao          | Volksrepublik China | 18,66        | 17,82          | 18,66          | x              | 18,34                                         | x                                             | x                                             |
| 7     | Chiara Rosa          | Italien             | 18,39        | x              | 18,35          | 18,17          | 18,39                                         | x                                             | x                                             |
| 8     | Anna Omarowa         | Russland            | 18,20        | 18,20          | x              | x              | eigentlich zu drei weiteren Stößen berechtigt | eigentlich zu drei weiteren Stößen berechtigt | eigentlich zu drei weiteren Stößen berechtigt |
| 9     | Janina Prawalinskaja | Belarus             | 18,17        | x              | 18,17          | x              | nicht im Finale der besten acht Athletinnen   | nicht im Finale der besten acht Athletinnen   | nicht im Finale der besten acht Athletinnen   |
| 10    | Misleydis González   | Kuba                | 18,14        | 17,36          | 18,14          | 17,87          | nicht im Finale der besten acht Athletinnen   | nicht im Finale der besten acht Athletinnen   | nicht im Finale der besten acht Athletinnen   |
| 11    | Yumileidi Cumbá      | Kuba                | 17,93        | x              | 17,93          | 17,83          | nicht im Finale der besten acht Athletinnen   | nicht im Finale der besten acht Athletinnen   | nicht im Finale der besten acht Athletinnen   |
| DOP   | Nadseja Astaptschuk  | Belarus             |              |                |                |                |                                               |                                               |                                               |

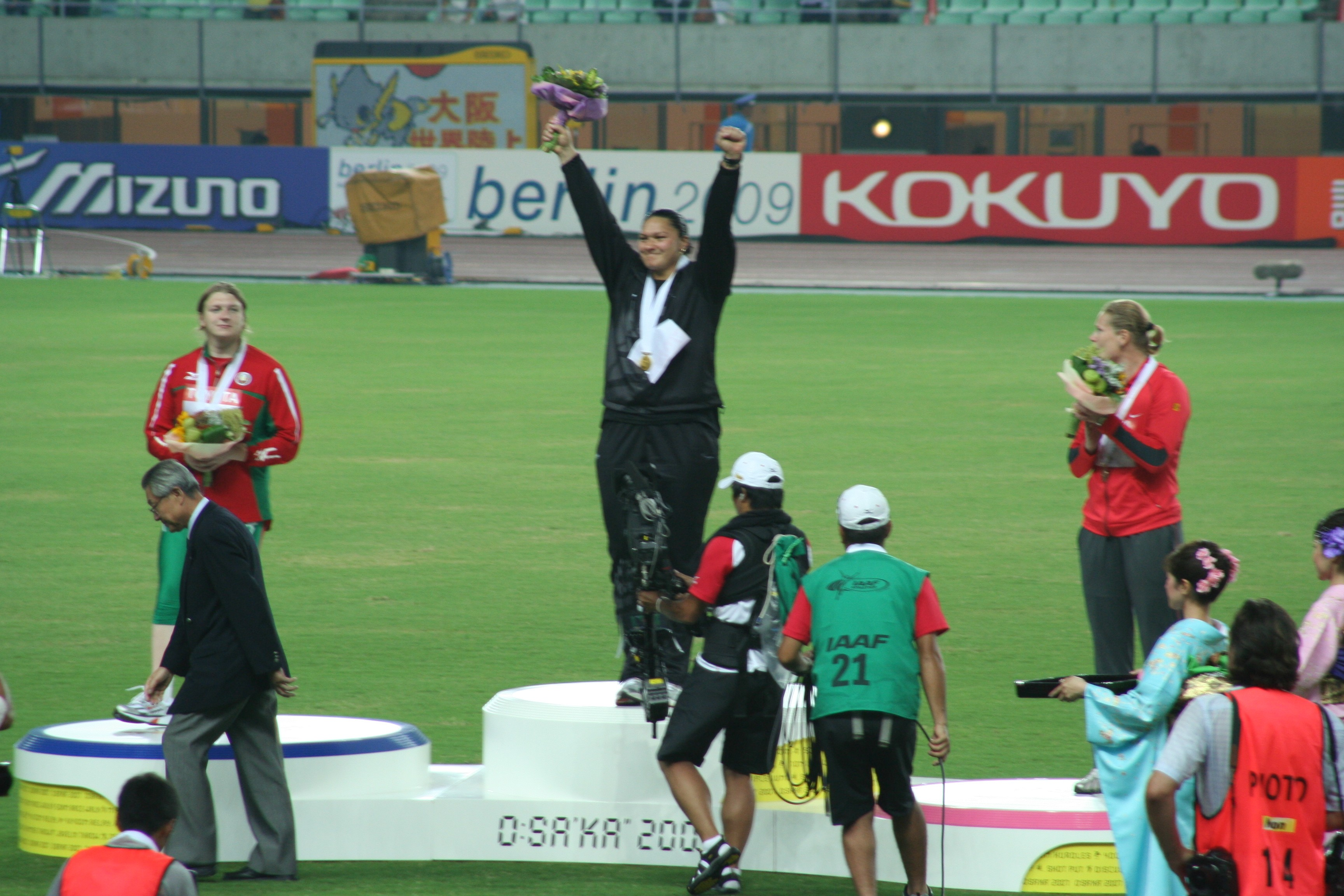
Die Siegerehrung – auf dem Podium noch die später disqualifizierte Dopingsünderin Nadseja Astaptschuk (links)
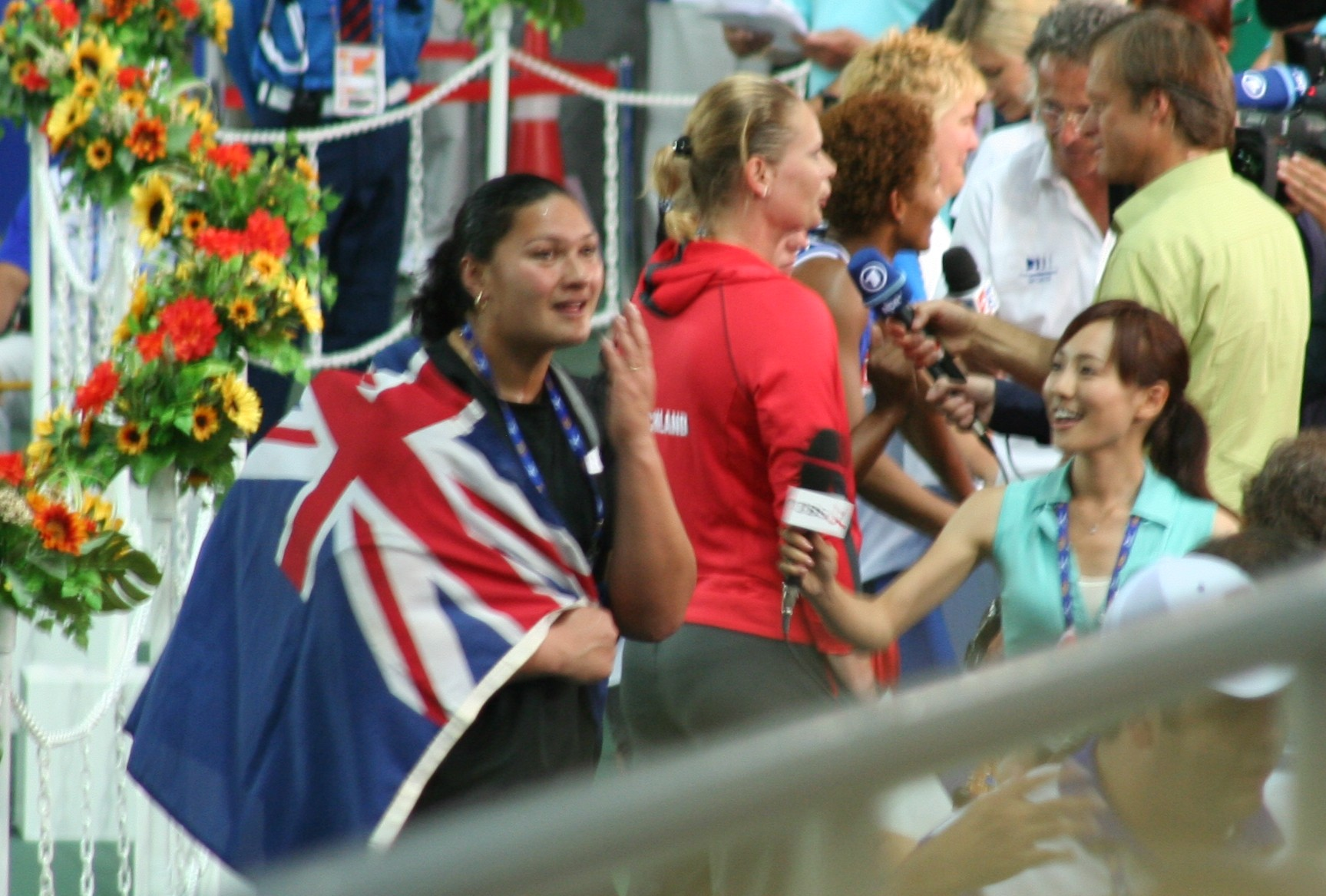
Weltmeisterin Valerie Vili (mit Fahne), dahinter Nadine Kleinert (roter Pulli)
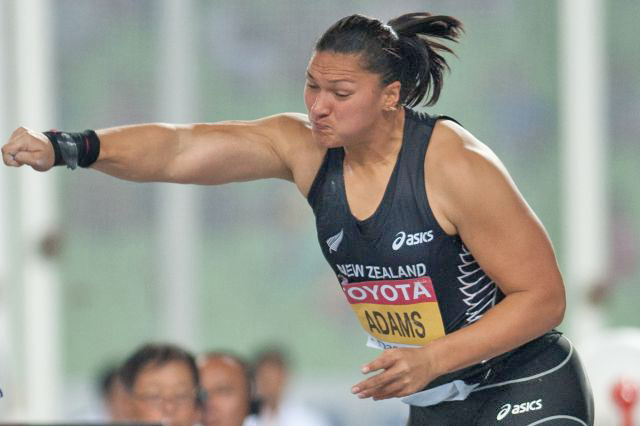
Valerie Vili, 2005 war sie Vizeweltmeisterin und nun errang sie Gold
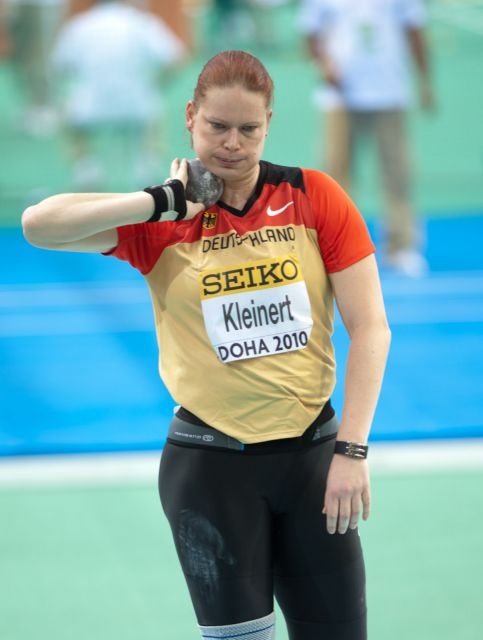
Wie schon bei Olympia 2004 sowie den Weltmeisterschaften 1999 und 2001 gab es Silber für Nadine Kleinert
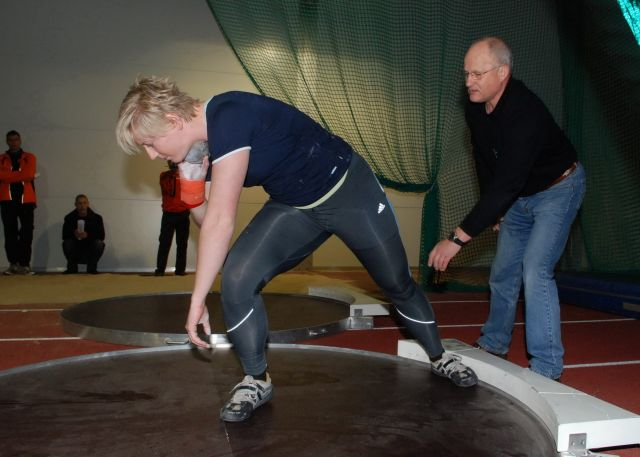
Petra Lammert erreichte Platz vier
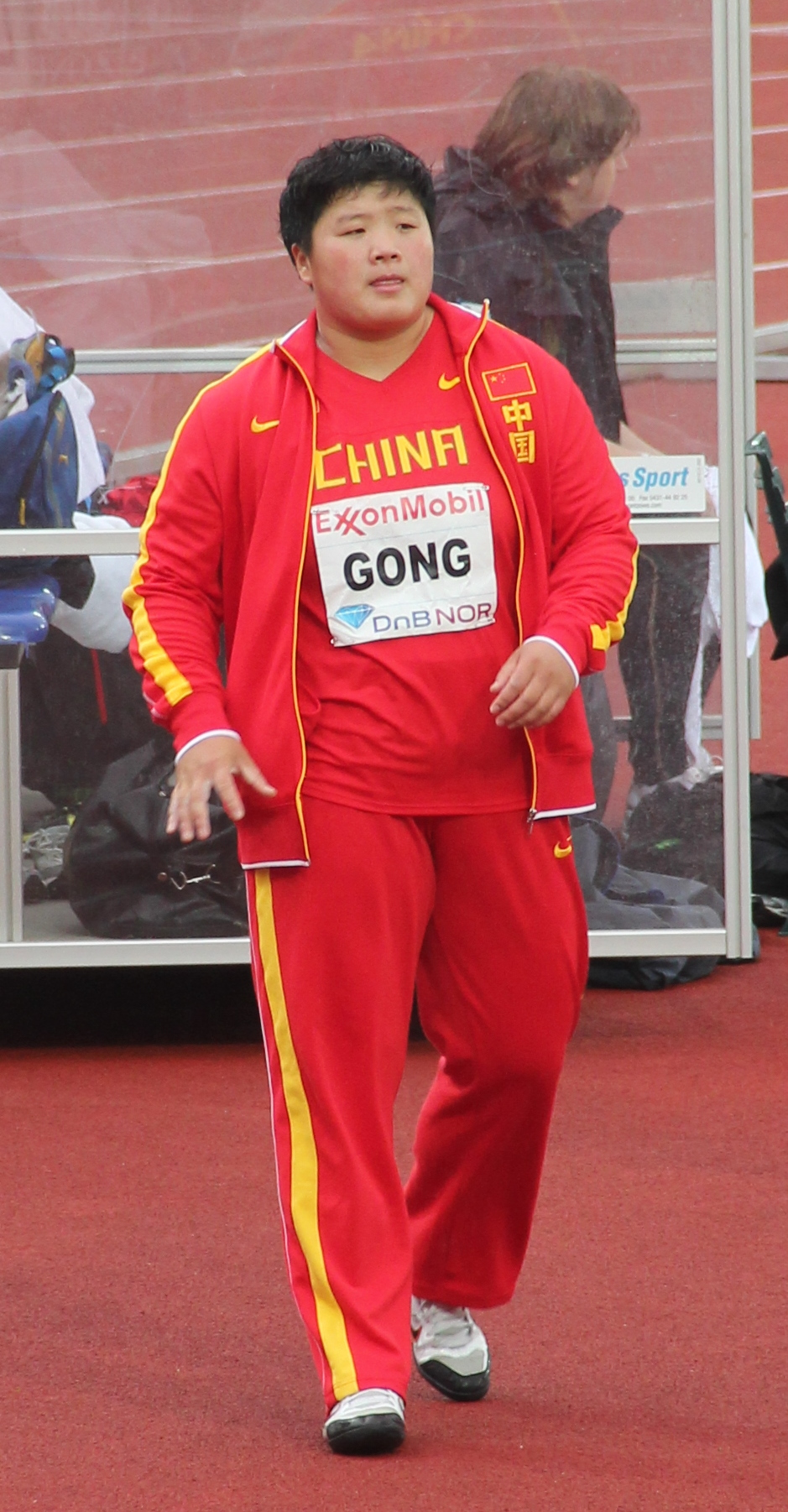
Gong Lijiao belegte Rang sechs
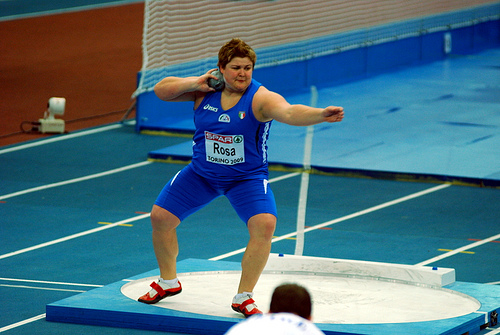
Die siebtplatzierte Chiara Rosa

## Video
- 2007 5th IAAF World Athletics Final - Women Shot Put, youtube.com, abgerufen am 11. November 2020